# Dorette Hugo
Dorette Hugo (* 12. August 1965 in Münster) ist eine deutsche Synchronsprecherin und
Hörspielsprecherin.

## Leben
Dorette Hugo studierte am KAMA-Theater und hatte danach Engagements an unterschiedlichen Theatern in Berlin. Seit den frühen 1990er Jahren ist sie Dialogregisseurin für Fernseh- und Kinoproduktionen wie Natürlich blond oder Eiskalte Engel. Ihre jüngere Schwester ist Ursula Hugo.
Hugo synchronisierte unter anderem Rollen von Winona Ryder, Salma Hayek, Christina Ricci, Alicia Witt, Mädchen Amick, Jennifer Garner sowie Brooke Shields und Joey Lauren Adams. Außerdem sprach sie häufig Trickfilmfiguren, unter anderem die Titelrolle im Film Arielle, die Meerjungfrau und der gleichnamigen Serie; einem größeren Publikum ist sie auch als die deutsche Stimme der Cally Harper Ewing aus der US-amerikanischen Fernsehserie Dallas, der erfinderischen Maus Trixi in der Zeichentrickserie Chip und Chap – Die Ritter des Rechts sowie in der Rolle der Janine in The Real Ghostbusters bekannt. In der Serie Power Rangers Wild Force synchronisierte sie Sin Wong als Antagonistin Toxica. Hugo ist zudem die feste Stimme von Tina Martin aus der Hörspielreihe Bibi und Tina. Bei Die drei ??? spricht sie in Folge 103 und 125 die Brittany (ihren ersten Auftritt hatte sie in der Folge „Das Erbe des Meisterdiebes“). Zudem ist sie als Glöckchen aus der Hörspielreihe Xanti bekannt.

## Hörspiele
- 1989/1990: Folge 43–44, 47 Bibi Blocksberg „Der Reiterhof Teil 1/Teil 2“ und „Das Reitturnier“ (als Tina Martin)
- seit 1991: ab Folge 1 Bibi und Tina (als Tina Martin)
- 1993: Folge 84 TKKG „Dynamit im Kofferraum“ (als Petra Frohnsippe)
- 2002/2008: Folge 103, 125 Die drei ??? „Das Erbe des Meisterdiebes“ und „Feuermond“ (als Brittany)
- ca. 2007: Die Playmos – Das Geheimnis des Drachenfeuers als Liu

## Synchronrollen (Auswahl)
Terri Garber
- 1986–1986: Fackeln im Sturm

Jennifer Garner
- 1996: Dead Man’s Walk – Der tödliche Weg nach Westen als Clara Forsythe
- 2000: Ey Mann, wo is’ mein Auto? als Wanda
- 2004: 30 über Nacht als Jenna Rink
- 2007: Operation: Kingdom als Janet Mayes
- 2009: Der Womanizer – Die Nacht der Ex-Freundinnen als Jenny Perotti
- 2011: Arthur als Susan Johnson
- 2012: Das wundersame Leben von Timothy Green als Cindy Green
- 2013: Alles in Butter als Laura
- 2013: Dallas Buyers Club als Dr. Eve Saks
- 2014: Die Coopers – Schlimmer geht immer als Kelly Cooper
- 2015: Mr. Collins’ zweiter Frühling als Samantha Leigh Donnelly
- 2016: Himmelskind als Christy Beam
- 2018: Love, Simon als Mrs. Emily Spier
- 2018: Peppermint: Angel of Vengeance als Riley North
- 2021: Yes Day als Allison Torres

Mädchen Amick
- 1991–1992: Twin Peaks (Fernsehserie) als Shelly Johnson
- 1993: Böse Schatten als Lauren Harrington
- 1997: Heartless – Erinnerung an meinen Mörder als Ann „Annie“ O'Keefe
- 1998: Die Gejagte – Eine Frau kämpft um ihr Leben als Samantha Clark
- 2002: Ratten – Sie sind überall! als Susan Costello
- 2008: Law & Order (Fernsehserie) als Alissa Goodwyn
- 2014–2015: Witches of East End (Fernsehserie) als Wendy Beauchamp
- 2015–2016: American Horror Story (Fernsehserie) als Mrs. Ellison

Joey Lauren Adams
- 1993: The Challenge – Die Herausforderung als Louanne
- 1994: 36 Tage Terror als Monica Dice
- 1995: Mallrats als Gwen Turner
- 1997: Chasing Amy als Alyssa Jones
- 1998: Kein Vater von gestern als Beth Ward
- 2000: Beautiful als Ruby
- 2001: Jay und Silent Bob schlagen zurück als Alyssa Jones
- 2006: Trennung mit Hindernissen als Addie
- 2015: Grey’s Anatomy als Tracy MacConnell

Winona Ryder
- 1994: Reality Bites – Voll das Leben als Lelaina Pierce
- 1996: Run Off als Patty Vare
- 2016: Show Me a Hero (Miniserie) als Vinni Restiano
- 2020: The Plot Against America (Miniserie) als Evelyn Finkel

Shirley Henderson
- 1999: Wonderland als Debbie
- 2004: Bridget Jones – Am Rande des Wahnsinns als Jude
- 2013: In Secret – Geheime Leidenschaft als Suzanne

Lisa Wilcox
- 1988: Nightmare on Elm Street 4 als Alice Johnson
- 1989: Nightmare on Elm Street 5 – Das Trauma als Alice Johnson

Candace Savalas
- 1989: Kojak: Ariana als Pamela
- 1990: Kojak: Tod eines Polizisten als Pamela

Jodi Benson
- 1989: Arielle, die Meerjungfrau als Arielle (1. Synchronisation von 1989)
- 1992–1994: Arielle, die Meerjungfrau (Fernsehserie) als Arielle (Sprache)

Salma Hayek
- 1998: Studio 54 als Anita Randazzo
- 2015: Studio 54 (Director’s Cut) als Anita Randazzo

Kathy Griffin
- 2001: Susan (Fernsehserie) als Vicki Groener Rubenstein
- 2014: Alex und Whitney – Sex ohne Ehe (Fernsehserie) als Lindsay

Alicia Witt
- 2004: Die Nibelungen als Kriemhild
- 2007: Tödliche Flammen als Reena Hale

Golden Brooks
- 2005–2009: Girlfriends (Fernsehserie) als Maya Denise Wilkes
- 2009: CSI: Miami (Fernsehserie) als Pam Dashell

Elaine Tan
- 2014: Hawaii Five-0 (Fernsehserie) als Zi Chen
- 2019: Love, Death & Robots (Fernsehserie) als Yan in Folge 8 – Good Hunting

Melanie Lynskey
- 2016: The Intervention als Annie
- 2017: Fremd in der Welt als Ruth Kimke

Sonstige
- 1978: In der Glut des Südens (Days of Heaven) – Linda Manz als Linda und Erzählstimme
- 1980: Madita (schwedische Kinderserie aus dem Jahr 1979) – Jonna Liljendahl als Madita Engström
- 1980: Die verlorene Zeit – Clarisse Barrère als Cecile Schwarz
- 1982: Grease 2 – Pamela Adlon als Dolores Repchuck
- 1984: Nightmare – Mörderische Träume – Heather Langenkamp als Nancy Thompson
- 1985: Hardcastle & McCormick (Fernsehserie) – Ann Dusenberry als Casey O’Bannon
- 1985: Bas-Boris Bode (Fernsehserie) – Lisbet Den Daas als Shoukje Mazell
- 1985: Electric Dreams – Mary Doran als Millie
- 1986: Mach’s noch mal, Dad – Terry Farrell als Valerie Desmond
- 1986: Die Reise ins Labyrinth – Jennifer Connelly als Sarah
- 1987: Can’t Buy Me Love – Ami Dolenz als Fran
- 1987: Fackeln im Sturm (Miniserie) – Terri Garber als Ashton Main
- 1989: Raumschiff Enterprise – Das nächste Jahrhundert – Jaime Hubbard als Salia
- 1989–1991: The Real Ghostbusters (Fernsehserie) – Laura Summer und Kath Soucie als Janine Melnitz
- 1989–1991: Dallas (Fernsehserie) – Cathy Podewell als Cally Harper Ewing
- 1990: Hart aber herzlich – Karen Austin als Karen Shields
- 1990: Es war einmal … das Leben (Fernsehserie) – Marie-Laure Beneston als Psi
- 1990: Wild at Heart – Die Geschichte von Sailor und Lula – Sherilyn Fenn als Mädchen am Unfallort
- 1990: Der Nussknackerprinz – Megan Follows als Clara Stahlbaum
- 1991: Kojak – Einsatz in Manhattan (Fernsehserie) – Diane Sherry als Bobby Jordon
- 1991: 21 Jump Street – Tatort Klassenzimmer (Fernsehserie) – Stacy Edwards als Rebbeca
- 1991: Wilde Alice – Patricia Arquette als Alice Guthrie
- 1991–1992: Chip und Chap – Die Ritter des Rechts (Fernsehserie) – Tress MacNeille als Trixie
- 1992: Boomerang – Halle Berry als Angela Lewis
- 1992: The Babe – Ein amerikanischer Traum – Trini Alvarado als Helen Woodford Ruth
- 1993: Es war einmal … der Weltraum (Fernsehserie) – Annie Balestra als Psi
- 1993–2004: Frasier (Fernsehserie) – Jane Leeves als Daphne Moon
- 1994: Die Abenteuer des Brisco County jr. (Fernsehserie) – Sheena Easton als Crystal Hawks
- 1994: Jason’s Lyric – Jada Pinkett Smith als Lyric
- 1994: Ferris Bueller (Fernsehserie) – Jennifer Aniston als Jeannie Bueller
- 1994: Class of ’96 (Fernsehserie) – Megan Ward als Patty Horvath
- 1995: Die Diplomatin – Jeanne Herry als Marie Rouannet
- 1996: The Stendhal Syndrome – Asia Argento als Anna Manni
- 1996: Seinfeld – Janeane Garofalo als Jeannie Steinman
- 1997–1998: Freakazoid! (Fernsehserie) – Tracy Rowe als Steff
- 1997–1999: Outer Limits – Die unbekannte Dimension (Fernsehserie) – Nicole de Boer als 2nd Class Cadet Bree Tristan und als Rachel Sanders
- 1999: The Best Man – Hochzeit mit Hindernissen – Sanaa Lathan als Robin
- 1999: Willkommen in Freak City – Marlee Matlin als Cassandra
- 2000: Pinky, Elmyra & der Brain (Fernsehserie) – Cree Summer als Elmyra
- 2000: Zwei Frauen in Paris – Romane Bohringer als Maya Enriquet
- 2000: Der Sturm des Jahrhunderts (Miniserie) – Julianne Nicholson als Cat Withers
- 2001: Hals über Kopf – Sarah Murdoch als Candi
- 2003: Old School – Wir lassen absolut nichts anbrennen – Sarah Shahi als Erica
- 2003–2006: Malcolm mittendrin (Fernsehserie) – Emy Coligado als Piama Tananahaakna
- 2004: Barbaren-Dave (Fernsehserie) – Erica Luttrell als Candy
- 2005: Nip/Tuck – Schönheit hat ihren Preis (Fernsehserie) – Alla Korot als Claire Grubman
- 2006: Beim ersten Mal – Charlyne Yi als Jodi
- 2006: Welcome, Mrs. President (Fernsehserie) – Ever Carradine als Kelly Ludlow
- 2006: Half Light – Therese Bradley als Morag McPherson
- 2007: Ghost Whisperer – Stimmen aus dem Jenseits (Fernsehserie) – Alexandra Chun als Lilly Chen
- 2007: America’s Next Top Model (Fernsehsendung) – Robin Manning als Robin
- 2008: 2 Romeos für Julia – Alte Liebe rostet nicht – Kate Miles als Samantha
- 2009: Deliver Us from Evil – Lene Nystrøm als Pernille
- 2010: Star Wars: The Clone Wars (Fernsehserie) – Cara Pifko als Dr. Sionver Boll
- 2010: iCarly: iPsycho – Deena Dill als Charlotte/Gibbys Mutter
- 2010: The Pacific (Miniserie) – Annie Parisse als Sgt. Lena Riggi
- 2012: Zahnfee auf Bewährung 2 – Erin Beute als Brooke
- 2012: Law & Order: Special Victims Unit (Fernsehserie) – Kat Foster als Sarah Hoyt
- 2012: Lady Musketier – Alle für Eine – Nastassja Kinski als Lady Bolton
- 2013–2015: Parks and Recreation (Fernsehserie) – Amy Poehler als Leslie Knope (2. Stimme)
- 2015: Battle Creek (Fernsehserie) – Meredith Eaton als Meredith Oberling
- 2016–2020: Marcella (Fernsehserie) – Charlie Covell als DC Alex Dier